# 85 Sky Tower
85 Sky Tower, anteriormente chamado de T & C Tower e Tuntex Sky Tower,  é um arranha-céu de 85 andares localizado na cidade de Kaohsiung, Taiwan. Situado no distrito central de Ling Ya, o edifício tem 347,5 metros (1,140 pés) de altura. Contando a antena no topo da construção, sua altura é de 378 m. O edifício foi construído de 1994 a 1997. É o maior de Kaohsiung e foi o maior de Taiwan até a conclusão do Taipei 101.